# Lobus unilineatus
Lobus unilineatus là một loài ruồi trong họ Asilidae. Lobus unilineatus được Martin miêu tả năm 1972. Loài này phân bố ở vùng nhiệt đới châu Phi.